# Monte Katmai
Il monte Katmai è un vulcano degli Stati Uniti situato in Alaska, nel parco nazionale e riserva di Katmai. Questa montagna è coronata da una caldera contenente un lago formatasi durante l'eruzione del 1912, l'unica conosciuta di questo vulcano. 

## Geografia
Il monte Katmai si trova nel sud-ovest della Alaska, nella penisola di Alaska. Il vulcano è circondato dal Novarupta ad ovest, e dalla valle dei Diecimila Fumi a nord-ovest, dal Snowy nel nord-est, dalla baia di Kukak ad est, dallo stretto di Šelichov ad est, sud-est e sud. 
La cima della montagna è coronata da una caldera ampia tre chilometri per quattro di lunghezza; uno dei suoi bordi s'innalza a 2.047 metri sul livello del mare. La caldera contiene un lago profondo 250 metri che ha completamente sommerso un'antica isola, composta da un duomo di lava formatosi nel 1916, quattro anni dopo l'eruzione che ha creato la caldera. I pendii della montagna sono coperti da ghiacciai.

## Tecnologia
Katmai è anche il nome in codice della tecnologia alla base della prima generazione di processori Pentium III.